# Eleocharis valleculosa
Eleocharis valleculosa là loài thực vật có hoa trong họ Cói. Loài này được Ohwi mô tả khoa học đầu tiên năm 1933.